# 16 (číslo)
16 (šestnáct) je přirozené číslo, které následuje po číslu 15 a předchází číslu 17.
Římskými číslicemi se zapisuje XVI. Jeho druhou odmocninou je číslo čtyři, druhou mocninou pak číslo 256.
Z přirozených čísel se dá dělit beze zbytku čísly: 1, 2, 4, 8 a 16.

## Věda

Vlajka souostroví Tuamotu obsahuje šestnáct hvězd

- Šestnáctková soustava je hojně používána v informatice
- Atomové číslo síry je 16.
- Prvky 16. skupiny periodické tabulky se označují jako chalkogeny.
- 16nadstěn je čtyřrozměrné platónské těleso.
- Mnohoúhelník se 16 stranami a vrcholy se označuje jako šestnáctiúhelník.

## Doprava
- Škoda 16T je typ české tramvaje
- Mezi letouny, jejichž název obsahuje číslo 16 patří například General Dynamics F-16 Fighting Falcon, Polikarpov I-16, Tupolev Tu-16, FFA P-16 či Letov Š-16

## Ostatní

Patnáctka je hlavolam s šestnácti políčky (jedno je prázdné)

- Minulým (emeritním) římskokatolickým papežem je Benedikt XVI.
- Francouzským králem byl Ludvík XVI.
- 16 bloků je americký film z roku 2006
- 16mm film je označení formátu filmu

## Roky
- 16
- 16 př. n. l.